# Chaundee Brown
Pour les articles homonymes, voir Brown.
Chaundee Dwaine Brown Jr., né le 4 décembre 1998 à Orlando en Floride, est un joueur américain de basket-ball évoluant au poste d'arrière.

## Biographie

### Carrière universitaire
De 2017 à 2020, il évolue pour les Demon Deacons de Wake Forest.
De 2020 à 2021, il joue pour les Wolverines du Michigan.
Ayant terminé son cursus universitaire, il est automatiquement éligible à la draft NBA 2021, mais n'est pas sélectionné.

### Carrière professionnelle

#### En NBA
Le 17 novembre 2021, il signe un contrat two-way en faveur des Lakers de Los Angeles. Il est coupé le 21 décembre 2021.
Le 27 décembre 2021, il signe pour 10 jours avec les Hawks d'Atlanta. Brown retourne ensuite aux Lakers de South Bay.
Le 10 avril 2022, il signe un contrat two-way avec les Hawks d'Atlanta.

#### En Europe
Le 22 juillet 2023, il rejoint la SIG Strasbourg pour une saison. Il quitte le club en décembre et rejoint le EWE Baskets Oldenbourg.

## Statistiques

### Universitaires
Les statistiques de Chaundee Brown en matchs universitaires sont les suivantes :
| Saison    | Équipe      | Matchs | Titul. | Min./m | % Tir | % 3pts | % LF | Rbds/m. | Pass/m. | Int/m. | Ctr/m. | Pts/m. |
| --------- | ----------- | ------ | ------ | ------ | ----- | ------ | ---- | ------- | ------- | ------ | ------ | ------ |
| 2017-2018 | Wake Forest | 30     | 29     | 20,9   | 41,1  | 34,2   | 80,6 | 3,00    | 1,10    | 0,20   | 0,20   | 7,60   |
| 2018-2019 | Wake Forest | 31     | 29     | 29,0   | 40,8  | 32,3   | 84,0 | 4,90    | 1,20    | 0,70   | 0,20   | 11,90  |
| 2019-2020 | Wake Forest | 23     | 15     | 28,2   | 45,6  | 32,2   | 83,1 | 6,50    | 1,40    | 0,50   | 0,10   | 12,10  |
| 2020-2021 | Michigan    | 28     | 1      | 20,6   | 48,8  | 41,9   | 69,0 | 3,10    | 0,60    | 0,10   | 0,30   | 8,00   |
| Carrière  | Carrière    | 112    | 74     | 24,6   | 43,5  | 35,2   | 81,2 | 4,30    | 1,10    | 0,40   | 0,20   | 9,80   |

### Professionnelles
| Saison    | Équipe      | Matchs | Titul. | Min./m | % Tir | % 3pts | % LF | Rbds/m. | Pass/m. | Int/m. | Ctr/m. | Pts/m. |
| --------- | ----------- | ------ | ------ | ------ | ----- | ------ | ---- | ------- | ------- | ------ | ------ | ------ |
| 2021-2022 | L.A. Lakers | 2      | 0      | 10,5   | 14,3  | 0,0    | –    | 1,00    | 0,00    | 0,00   | 0,00   | 1,00   |
| 2021-2022 | Atlanta     | 3      | 2      | 27,7   | 36,0  | 40,0   | 83,3 | 4,70    | 1,30    | 0,70   | 0,00   | 9,70   |
| Carrière  | Carrière    | 5      | 2      | 20,8   | 31,3  | 33,3   | 83,3 | 3,20    | 0,80    | 0,40   | 0,00   | 6,20   |